# 4020 Dominique
4020 Dominique (1981 ET38) là một tiểu hành tinh vành đai chính được phát hiện ngày 1 tháng 3 năm 1981 bởi Bus, S. J. ở Siding Spring.